# Johan Otto Schough
Johan Otto Schough, född 1862 i Piteå, död 1933 i Stockholm, var en svensk jurist. Han utnämndes 1912 till häradshövding i Härjedalens domsaga och 1923 till samma ämbete i Jämtlands västra domsaga. Det senare innehade han till 1930.